# Шабельник Борис Петрович
Борис Петрович Шабельник (нар. 9 листопада 1929, м. Харків) — 6 листопада 2004 року м.Харків) український науковець, аграрій, професор, Заслужений діяч науки і техніки України, доктор технічних наук Харківського національного технічного університету сільського господарства імені Петра Василенка.

## Біографія
Борис Петрович народився 9 листопада 1929 року в м. Харкові у родині робітника.
У 1955 році закінчив Харківський інститут механізації і електрифікації сільського господарства.
Протягом 1956-1957 роки був завідувачем майстерні Бердянської МТС Харківської області.
Протягом 1957-1958 роки працював інженером-механіком управління МТС Харківського обласного управління сільськогосподарського господарства.
З 1959 по 1965 роки був інженером, старшим інженером, керівником групи і завідувачем лабораторії Українського науково-дослідного інституту сільськогосподарського машинобудування.
У 1966 році навчався в аспірантурі Харківського інституту механізації і електрифікації сільського господарства.
У 1967 році захистив кандидатську дисертацію «Теоретичні та експериментальні дослідження кулачкового транспортера-очищувача бурякозбиральних машин».
Протягом 1968-1983 роки був завідувачем кафедри механізації тваринницьких ферм Харківського інституту механізації і електрифікації сільського господарства. Заснував галузеву лабораторію енергозберігаючих робочих органів виробництва і збирання коренеплодів, займався розробкою та теоретичним обґрунтуванням механізованих засобів збирання кормових буряків.
У 1986 році Борис Петрович захистив дисертацію на тему «Розробка технологічного процесу і створення конвеєрів-очищувачів бурякозбиральних машин».
У 2000 році Борис Петрович був включений до видатної серії «Українські вчені аграрії XX століття: Вчені у галузях механізації, електрифікації та меліорації».

## Праці
Борисом Петровичем Шабельником було опубліковано 117 наукових праць та монографій і отримано 25 авторських свідоцтв на винаходи. Під його керівництвом був здійснений і обладнаний необхідними машинами кормоцех «Маяк 6», було створено філію кафедри при дослідному господарстві «Кутузівка» НВО «Племеліта» УААН.

## Відзнаки та нагороди
- Нагрудний знак «За відмінні успіхи в роботі».
- Медаль «Ветеран праці».